# Pardosa oriens
Pardosa oriens este o specie de păianjeni din genul Pardosa, familia Lycosidae. A fost descrisă pentru prima dată de Chamberlin în anul 1924. Conform Catalogue of Life specia Pardosa oriens nu are subspecii cunoscute.